# Reid Hoffman

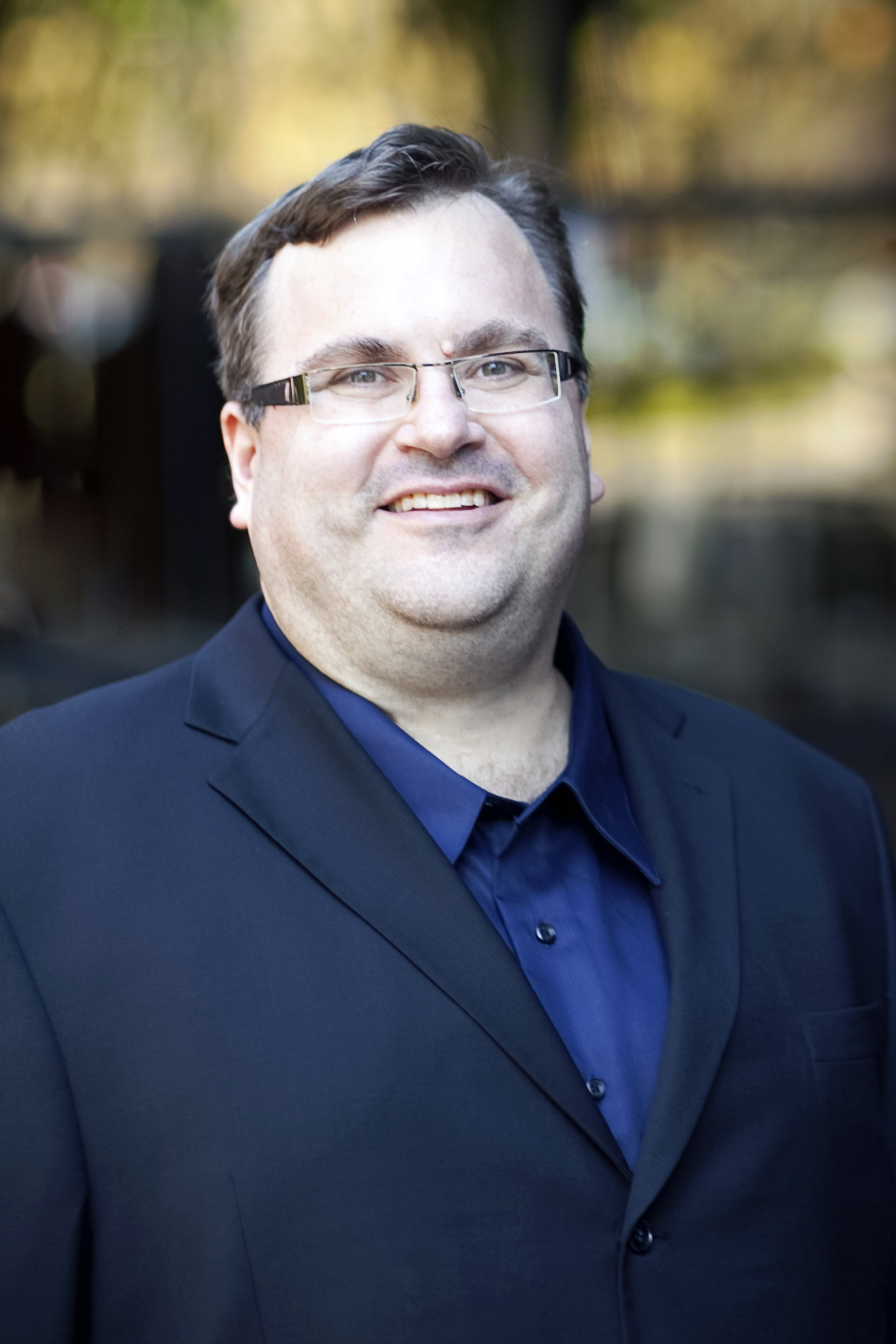
Reid Hoffman, 2011

Reid Garrett Hoffman (* 5. August 1967 in Stanford, Kalifornien) ist ein US-amerikanischer Unternehmer und Autor. Hoffman ist bekannt als Mitgründer von LinkedIn. Er war Junior Produktmanager bei Apple und Fujitsu, Führungskraft des Internetdienstleisters PayPal, Privatinvestor, institutioneller Investor, Gründer und Firmenchef des mit Risikokapital finanzierten Unternehmens LinkedIn sowie unabhängiges Vorstandsmitglied sowohl privater als auch öffentlicher Firmen.

## Werdegang
Hoffman wurde als Sohn von Deanna Ruth Rutter und William Parker Hoffman Junior geboren und wuchs in Berkeley, Kalifornien, auf. Hoffman besuchte die Highschool „The Putney School“, wo er Ahornsirup aus eigenem Anbau herstellte, Ochsen trieb und Epistemologie studierte. Sein Studium an der Stanford University schloss er 1990 mit einem Bachelor of Science in Symbolsystemen und Kognitionswissenschaften ab (wo er sowohl ein Marshall-Stipendium als auch den Dinkelspiel Award erhielt). Im Jahr 1993 erlangte er dann den Master of Arts in Philosophie an der Universität Oxford.
Im Jahr 1994 begann Hoffman seine Tätigkeit bei Apple Computer, wo er an eWorld arbeitete, einem frühen Versuch, ein soziales Netzwerk zu schaffen. eWorld wurde 1996 von AOL übernommen. Hoffman arbeitete anschließend bei Fujitsu, bevor er 1997 SocialNet.com, seine erste eigene Firma, mitbegründete. Diese konzentrierte sich auf „Online-Dating und das Zusammenführen von Menschen mit ähnlichen Interessen, wie beispielsweise Golfer, die auf der Suche nach einem Partner in ihrer Umgebung sind.“
2018 wurde Hofman in die American Academy of Arts and Sciences gewählt.

## PayPal
Während Hoffman bei SocialNet tätig war, war er zudem Vorstandsmitglied bei der Gründung von PayPal, einem elektronischen Geldüberweisungsdienst. Im Januar 2000 verließ er SocialNet und wurde hauptamtlich leitender Geschäftsführer von PayPal.  Allen Blue, den Hoffman bei PayPal eingestellt hatte, sagte: „PayPal musste sich jeden Marktvorteil, den es hatte, erkämpfen und Reid wurde ein Spezialist darin, sich in diesem extrem konkurrenzbehafteten Umfeld behaupten zu können.“ Hoffman war für alle externen Beziehungen von PayPal zuständig, wie beispielsweise die Zahlungsinfrastruktur (VISA, MasterCard, ACH, Wells Fargo), den Geschäftsausbau (eBay, Intuit und andere), die Geschäftsführung sowie für rechtliche Angelegenheiten. Peter Thiel, Hoffmans Vorgesetzter bei PayPal, sagte: „Er war der leitende Feuerwehrmann bei PayPal. Dies mindert seine Position indes herab, denn es loderten zu jener Zeit sehr viele Brände.“ Zu dem Zeitpunkt als PayPal im Jahr 2002 von eBay für US$ 1,5 Mrd. übernommen wurde, war er leitender Geschäftsführer von PayPal.

## LinkedIn

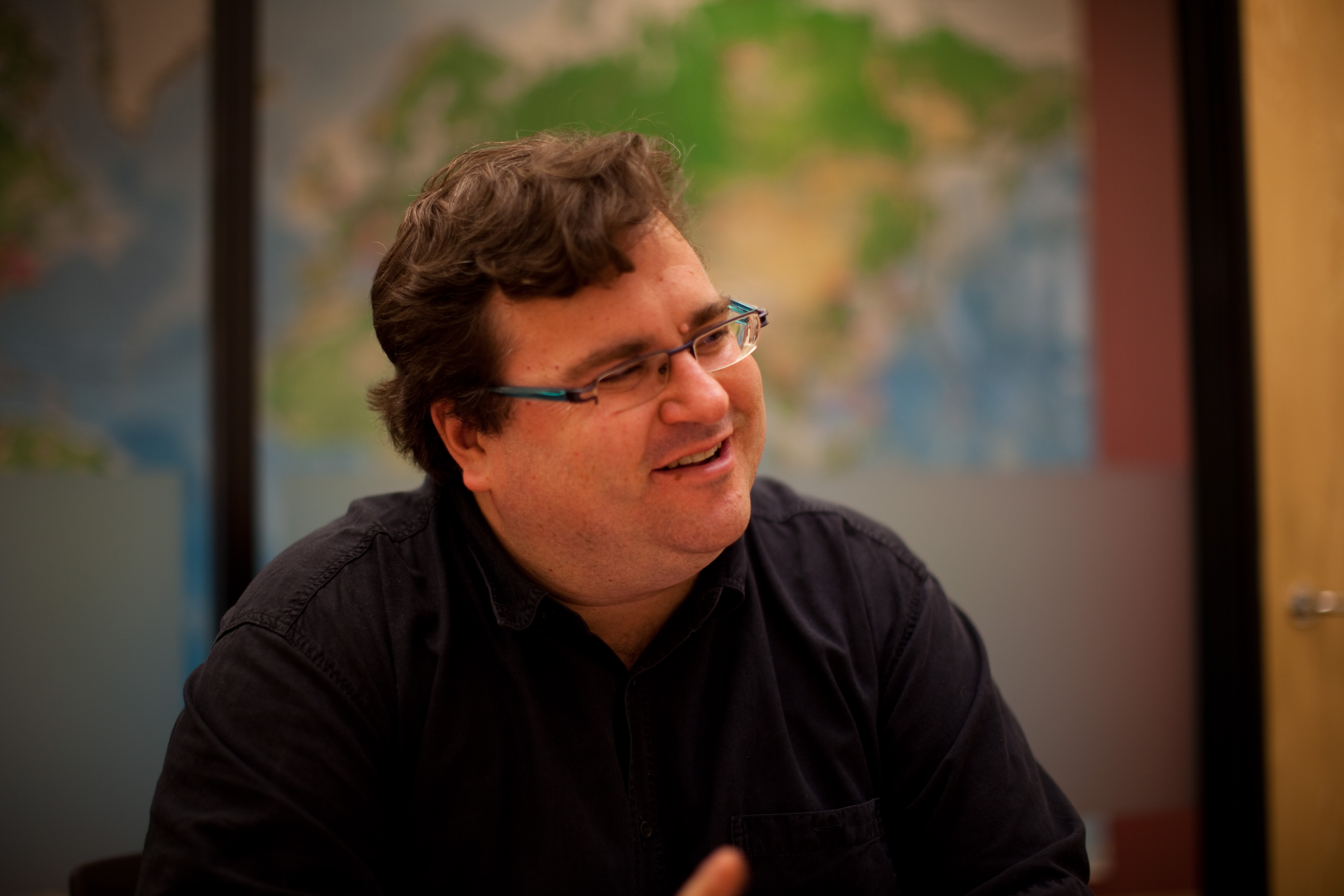
Reid Hoffman spricht auf einer Veranstaltung

Hoffman gründete LinkedIn im Dezember 2002 zusammen mit zwei ehemaligen Kollegen von SocialNet (einschließlich Allen Blue). Einer von diesen war ein ehemaliger Kommilitone, der andere ein Kollege aus Hoffmans Zeiten bei Fujitsu. Am 5. Mai 2003 wurde LinkedIn als eines der ersten geschäftlich orientierten sozialen Netzwerke auf den Markt gebracht. Peter Thiel und Keith Rabois, die beide Kollegen von Hoffman bei PayPal waren, investierten in LinkedIn. Im November 2012 hatte LinkedIn bereits mehr als 187 Millionen registrierte Nutzer in über 200 Ländern. Auf der Seite können registrierte Nutzer eine Liste mit sogenannten Connections verwalten. Dabei handelt es sich um Personen, zu denen der Nutzer auf unterschiedlichsten Ebenen in Beziehung stehen kann. Nutzer können außerdem Personen einladen (unabhängig davon, ob diese bereits bei LinkedIn registriert sind oder nicht), um sie zu ihren Connections hinzuzufügen. Laut Forbes war „LinkedIn heutzutage [2012] das mit Abstand vorteilhafteste soziale Netzwerk für Jobsuchende und Fachkräfte.“
Hoffman war während der ersten vier Jahre gründender Geschäftsführer bei LinkedIn, bevor er im Februar 2007 dessen Vorstandschef und Präsident wurde. Im Mai 2007 feierte LinkedIn schließlich sein erstes Rentabilitätsjahr. Im Juni 2009 wurde Hoffman dann leitender Vorstandschef. Seit dem Börsengang von LinkedIn am 19. Mai 2011 besitzt Hoffman einen Anteil von geschätzten US$ 2,34 Mrd. Darin nicht enthalten sind jegliche Gewinne von Greylock Partners, von denen er 2009 zum Partner ernannt worden war.

## Investitionen
Nach dem Verkauf von PayPal an eBay wurde Hoffman einer der produktivsten und erfolgreichsten Privatinvestoren im Silicon Valley. 2010 wurde Hoffman Mitglied der Greylock Partners und verwaltet deren US$ 20 Mio. Discovery-Fond. Hoffmans Schwerpunkte bei Greylock liegen in den Bereichen Verbraucher und Dienstleistungen, Unternehmenssoftware, Internet-Services, Enterprise 2.0, Mobiltelefone, Social Gaming, Online-Marktplätze, Bezahlungsvorgänge und soziale Netzwerke.

### Facebook
David Kirkpatrick zufolge arrangierte Hoffman das erste Treffen zwischen Mark Zuckerberg und Peter Thiel, das zu Thiels anfänglicher Investition von US$ 500.000 in Facebook führte. Neben Thiel investierte auch Hoffman während der ersten Finanzierungsrunde in Facebook.

### Zynga
Hoffman persönlich investierte in die erste Finanzierungsrunde von Zynga und wurde Mitglied des Firmenvorstandes. Hoffman und der Zynga-Firmenchef Mark Pincus besitzen gemeinsam das Six Degrees Patent. Zynga hatte 2012 einen Börsenwert von US$ 2,48 Mrd. (Stand August 2012).

### Andere Investitionen
Zu Hoffmans weiteren Investitionen zählen Wikia, Permuto, Six Apart, thesixtyone, Tagged, IronPort, Flickr, Digg, Ping.fm, Nanosolar, Care.com, Knewton, Kongregate, Last.fm, Technetto, OneKingsLane, Wrapp, Edmodo, Vendio, shopkick und Inflection AI. Hoffman ist einer der Hauptsponsoren des Ethics and Governance of Artificial Intelligence Funds.
Hoffman finanzierte den Rechtsstreit der Klägerin E. Jean Carroll gegen den früheren Präsidenten der USA Donald Trump wegen sexueller Nötigung mit, weil er verhindern will, dass Trump noch einmal Präsident wird.

## Politik
Hoffman ist ein regelmäßiger Besucher des World Economic Forums im schweizerischen Davos. 2011, 2012, 2015, 2017, 2018, 2019, 2022 nahm Hoffman an der Bilderberg-Konferenz teil.

## Öffentliche Auftritte
Hoffman ist Mitorganisator von „The Weekend To Be Named Later“, einer Versammlung von Personen, die sich Gedanken machen, wie man die Welt verändern kann. Er war Redner bei der Konferenz der X-Prize Foundation sowie der TED-Konferenz in Long Beach 2012. Oft hält er Vorträge an der Stanford University, der Oxford University, der Harvard University, dem Media Lab des MIT sowie anderen Institutionen. Er war außerdem in „The Charlie Rose Show“, Fareed Zakarias’ „Global Public Square“ auf CNN und anderen Nachrichtensendungen im Fernsehen zu sehen.

## Ehrenämter
Hoffman ist Vorstandsmitglied von „Do Something“ sowie von Kiva.org (einer Mikrofinanzorganisation), Mozilla und Endeavor Global, einer internationalen Non-Profit-Organisation für Entwicklung, die Unternehmer im Schwellenmarkt findet und unterstützt. Hoffman ist außerdem ein Unterstützer von QuestBridge.

## Privatleben
2004 heiratete Hoffman Michelle Yee, mit der er in Seattle lebt. Hoffman ist ein begeisterter Spieler von Brettspielen, einschließlich der Siedler von Catan, und erklärte, solche Spiele seien ein gutes Training für geschäftliche Aktivitäten.
2019 berichtete Vanity Fair, dass an einem Dinner, das Hoffman für den MIT-Neurowissenschaftler Edward Boyden gab, auch der als Sexualstraftäter verurteilte Jeffrey Epstein teilgenommen hat. 2023 berichtete das Wall Street Journal, dass Hoffman 2014 zudem auf Epsteins Privatinsel Little Saint James, einem der Schauplätze der von Epstein und seinen Gästen an Minderjährigen begangenen Straftaten, zu Gast gewesen sei. Hoffmann räumte dies ein, erklärte aber, der Besuch habe ausschließlich der Beschaffung von Geldern für das Massachusetts Institute of Technology gegolten.

## Schriften
- 2009 Let Startups Bail Us Out in: Washington Post.[28]
- (mit Ben Casnocha)[29] Die Start-Up Strategie: So machen Sie Karriere nach dem Vorbild der erfolgreichsten Unternehmen der Welt – ein Bestseller mit inzwischen über 100.000 verkaufter Auflage.

### Rezensionen
- Publisher’s Weekly: Das Buch „enthält eine Menge wertvoller Orientierungshilfen, die für jeden Berufsabschnitt zutreffen. Dieses Buch wird Lesern nicht nur dabei helfen in Zeiten großer Ungewissheiten beruflich zu überleben, sondern sich gleichzeitig von der Masse abzuheben und erfolgreich zu sein.“[30]
- The Economist sagt, dass „Hoffman und Casnocha einige scharfsinnige Beobachtungen im Hinblick auf die Veränderungen in der Arbeitswelt machen“.[31]

## Ehrungen und Auszeichnungen
- 2012 war Hoffman auf dem 3. Platz der Forbes Midas List der Top Tech Investoren.[32]
- 2012 war er laut Newsweek und The Daily Beast im Digital Power Index, einer Liste der 100 wichtigsten Personen der digitalen Welt jenes Jahres, Dritter in der Kategorie „Sponsoren“.[33]
- Reid Hoffman und Jeff Weiner von LinkedIn teilten sich 2011 den Earnest and Young U.S. Unternehmer des Jahres-Preis.[34]
- 2010 führt ihn die Fast Company-Liste der 100 Most Creative People In Business auf Platz 17.[35]
- 2012 erhielt er die David Packard Medal of Achievement Award von TechAmerica.[36]
- 2017 wurde er zum Commander des Order of the British Empire ernannt.